# Science Citation Index Expanded
Science Citation Index Expanded (SCIE), creada como Science Citation Index (SCI) en 1964, es una base de datos documental donde se recogen todas las contribuciones (artículos, editoriales, cartas, revisiones, discusiones, etc.) que se puedan publicar a las revistas de ciencia y tecnología indizadas por Clarivate Analytics, anteriormente producida por Thomson Reuters. A este índice de citación también se le conoce como ISI ya que en un principio la institución que producía en índice era el Instituto para la Información Científica, Institute for Scientific Information (ISI), fundado por Eugene Garfield en 1960. 
Actualmente (marzo de 2021) indexa alrededor de 9.200 de las revistas con mayor impacto de todo el mundo líderes en 178 disciplinas científicas (más de 53 millones de registros y 1.18 billones de referencias citadas desde 1900 hasta la actualidad).